# Morti nel 1967/Luglio
| Questa pagina contiene informazioni ricavate automaticamente dalle voci biografiche con l'ausilio del template Bio e di un bot. L'aggiornamento è periodico e automatico e ricostruisce completamente la pagina. Se manca una persona in questa lista, sei pregato di non aggiungerla, ma accertati piuttosto che la sua voce biografica contenga il template Bio e che i dati anagrafici siano correttamente compilati. Se il template Bio manca, inseriscilo tu stesso o, in alternativa, metti l'avviso {{tmp\|Bio}} che ne segnala la mancanza. Se i dati riportati sono sbagliati, correggi direttamente la voce biografica; le modifiche saranno visibili in questa lista entro pochi giorni. Per chiarimenti vedi il progetto biografie. La lista contiene solo le 99 persone che sono citate nell'enciclopedia e per le quali è stato implementato correttamente il template Bio. Pagina aggiornata al 3 mar 2024. |

- 1º luglio - Enrico Emanuelli, scrittore e giornalista italiano (n. 1909)
- 1º luglio - Leone Gessi, pubblicista e critico letterario italiano (n. 1889)
- 1º luglio - Leonard Piontek, calciatore polacco (n. 1913)
- 1º luglio - Gerhard Ritter, storico tedesco (n. 1888)
- 1º luglio - Mabel Taylor, arciera statunitense (n. 1879)
- 2 luglio - Raffaello Ramat, critico letterario e partigiano italiano (n. 1905)
- 2 luglio - Holman Williams, pugile messicano (n. 1912)
- 3 luglio - Hans Fischböck, banchiere e politico austriaco (n. 1895)
- 3 luglio - Rasmus Hansen, ginnasta danese (n. 1885)
- 4 luglio - Zainal Abidin Alting, sovrano indonesiano (n. 1912)
- 4 luglio - William Fechteler, ammiraglio statunitense (n. 1896)
- 4 luglio - Henry Wells, canottiere britannico (n. 1891)
- 5 luglio - Sita Camperio Meyer, infermiera italiana (n. 1877)
- 5 luglio - Pietro Fasoli, ciclista su strada italiano (n. 1891)
- 5 luglio - Ugo Luca, generale italiano (n. 1892)
- 5 luglio - Augustin Ringeval, ciclista su strada francese (n. 1882)
- 6 luglio - Floriano Ludwig, dirigente sportivo, allenatore di calcio e calciatore austriaco (n. 1882)
- 6 luglio - Jester Naefe, attrice cinematografica e attrice teatrale austriaca (n. 1924)
- 6 luglio - Piero Portaluppi, architetto, urbanista e storico dell'architettura italiano (n. 1888)
- 6 luglio - Otto Trieloff, velocista tedesco (n. 1885)
- 7 luglio - Luigi Carraro, imprenditore e dirigente sportivo italiano (n. 1908)
- 7 luglio - Nguyễn Chí Thanh, generale e politico vietnamita (n. 1914)
- 8 luglio - Carl Kempe, tennista svedese (n. 1884)
- 8 luglio - Vivien Leigh, attrice britannica (n. 1913)
- 9 luglio - Fadhma Aït Mansour Amrouche, scrittrice berbera
- 9 luglio - Eugen Fischer, medico tedesco (n. 1874)
- 9 luglio - Douglas MacLean, attore, sceneggiatore e produttore cinematografico statunitense (n. 1890)
- 10 luglio - Albertine Sarrazin, scrittrice e poetessa francese (n. 1937)
- 11 luglio - John F. Hamilton, attore statunitense (n. 1893)
- 11 luglio - Angelo Monteverdi, filologo italiano (n. 1886)
- 12 luglio - Annibale Bizzelli, compositore italiano (n. 1900)
- 12 luglio - John Frederick Boyce Combe, generale britannico (n. 1895)
- 12 luglio - Fridrich Markovič Ėrmler, regista sovietico (n. 1898)
- 13 luglio - Mario Gianni, calciatore e allenatore di calcio italiano (n. 1902)
- 13 luglio - Gaetano Lucchese, mafioso italiano (n. 1899)
- 13 luglio - Tom Simpson, ciclista su strada e pistard britannico (n. 1937)
- 14 luglio - Tudor Arghezi, scrittore romeno (n. 1880)
- 14 luglio - Mario Falangola, ammiraglio italiano (n. 1880)
- 14 luglio - Louis Marie Joseph de Goÿs de Mézeyrac, generale e aviatore francese (n. 1876)
- 14 luglio - Alojz Gradnik, poeta sloveno (n. 1882)
- 14 luglio - Giuseppe Nitti, politico e avvocato italiano (n. 1901)
- 15 luglio - Alfredo Guida, editore italiano (n. 1896)
- 16 luglio - Marguerite Harrison, giornalista, scrittrice e agente segreto statunitense (n. 1879)
- 17 luglio - Italo Alaimo, calciatore italiano (n. 1938)
- 17 luglio - John Coltrane, sassofonista e compositore statunitense (n. 1926)
- 17 luglio - Giuseppe Marchi, calciatore e allenatore di calcio italiano (n. 1904)
- 17 luglio - Gertrude McCoy, attrice statunitense (n. 1890)
- 17 luglio - Enzo Petito, attore italiano (n. 1897)
- 17 luglio - Edzard Jacob van Holthe, ammiraglio olandese (n. 1896)
- 18 luglio - Humberto de Alencar Castelo Branco, generale e politico brasiliano (n. 1897)
- 18 luglio - Hans Kroh, generale tedesco (n. 1907)
- 18 luglio - Juan Luque de Serrallonga, allenatore di calcio e calciatore spagnolo (n. 1882)
- 18 luglio - Paul Rassinier, scrittore e politico francese (n. 1906)
- 18 luglio - William Tracy, attore statunitense (n. 1917)
- 18 luglio - Nico de Wolf, calciatore olandese (n. 1887)
- 19 luglio - Guido Carlo Visconti di Modrone, nobile, imprenditore e politico italiano (n. 1881)
- 20 luglio - Lewis Brereton, aviatore e generale statunitense (n. 1890)
- 20 luglio - Fikret Mualla Saygi, pittore turco (n. 1903)
- 20 luglio - Morris Swadesh, linguista statunitense (n. 1909)
- 20 luglio - Aloys Wenzl, filosofo, scrittore e docente tedesco (n. 1887)
- 21 luglio - Jimmie Foxx, giocatore di baseball statunitense (n. 1907)
- 21 luglio - András Littay, generale ungherese (n. 1884)
- 21 luglio - Albert John Luthuli, politico sudafricano (n. 1898)
- 21 luglio - Gaetano Martino, politico e medico italiano (n. 1900)
- 21 luglio - Basil Rathbone, attore britannico (n. 1892)
- 21 luglio - Willard Rice, hockeista su ghiaccio statunitense (n. 1895)
- 22 luglio - Tiberio Evoli, medico e politico italiano (n. 1872)
- 22 luglio - Lajos Kassák, scrittore, artista e giornalista ungherese (n. 1887)
- 22 luglio - Günter Klass, pilota automobilistico e pilota di rally tedesco (n. 1936)
- 22 luglio - John L. Russell, direttore della fotografia statunitense (n. 1905)
- 22 luglio - Carl Sandburg, poeta statunitense (n. 1878)
- 22 luglio - Alessandro Trotter, botanico e entomologo italiano (n. 1874)
- 23 luglio - Cristoforo II di Alessandria, vescovo ortodosso greco (n. 1876)
- 23 luglio - Ugo Donati, scrittore e giornalista svizzero (n. 1891)
- 23 luglio - Gustav Renker, scrittore svizzero (n. 1889)
- 24 luglio - Joseph-Léon Cardijn, cardinale e arcivescovo cattolico belga (n. 1882)
- 24 luglio - Ernestas Galvanauskas, politico lituano (n. 1882)
- 24 luglio - Pietro Pressinotti, politico italiano (n. 1906)
- 24 luglio - Thomas Tien Ken-sin, cardinale e arcivescovo cattolico cinese (n. 1890)
- 25 luglio - Luciano Granzotto Basso, politico italiano (n. 1884)
- 26 luglio - Milán Füst, scrittore, drammaturgo e poeta ungherese (n. 1888)
- 27 luglio - Veljko Petrović, poeta e scrittore serbo (n. 1884)
- 28 luglio - Annibale Evaristo Breccia, egittologo italiano (n. 1876)
- 28 luglio - Doggie Julian, allenatore di pallacanestro statunitense (n. 1901)
- 28 luglio - Harald Julin, pallanuotista e nuotatore svedese (n. 1890)
- 28 luglio - Werner Marcks, generale tedesco (n. 1896)
- 29 luglio - Nanni Bertorelli, attore italiano (n. 1940)
- 29 luglio - Luigi Michelotti, giornalista italiano (n. 1879)
- 29 luglio - Angelo Paino, arcivescovo cattolico italiano (n. 1870)
- 29 luglio - Aleksander Wat, scrittore e poeta polacco (n. 1900)
- 30 luglio - Antonin-Fernand Drapier, arcivescovo cattolico francese (n. 1891)
- 30 luglio - Vlastimil Kopecký, calciatore cecoslovacco (n. 1912)
- 30 luglio - Alfried Krupp von Bohlen und Halbach, imprenditore tedesco (n. 1907)
- 30 luglio - Matteo Sciambra, presbitero italiano (n. 1914)
- 30 luglio - Valentín Uriona, ciclista su strada spagnolo (n. 1940)
- 31 luglio - Angelo Frattini, giornalista, scrittore e pittore italiano (n. 1896)
- 31 luglio - Margaret Kennedy, scrittrice e drammaturga britannica (n. 1896)
- 31 luglio - Richard Klein, artista tedesco (n. 1890)
- 31 luglio - Kálmán Székány, allenatore di calcio ungherese (n. 1885)